# Daniel Chiriță
Daniel Chiriță (n. 24 martie 1974, Ploiești, România) este un jucător român de fotbal retras din activitate. Este câștigător al Cupei României cu formația la care s-a consacrat, FC Petrolul Ploiești, in anul 1995.